# Heringomyia zernyana
Heringomyia zernyana är en tvåvingeart som först beskrevs av Erich Martin Hering 1941.  Heringomyia zernyana ingår i släktet Heringomyia och familjen borrflugor. Inga underarter finns listade i Catalogue of Life.